# Тібор Скітовськи
Тібор Скітовськи (англ. Tibor de Scitovsky, 3 листопада 1910 року, помер в м. Будапешт, Угорщина  1 червня 2002, м. Стенфорд, США) — американський економіст угорського походження, відомий своїми роботами в таких областях економіки, як оцінка змін доходу, теорія капіталу, теорія недосконалої конкуренції, економічна теорія реклами, економічна теорія культури, теорія тарифів, міжнародна грошова реформа і макроекономічна політика. Асоційований професор, а пізніше — емерит професор Стенфордського університету, в якому він працював з 1946 по 1958 роки.

## Біографія
Народився Т. Скітовски у 1910 році у місті Будапешт, у сім'ї угорського політика Тібора Скітовськи. У 1922 році його батько став президентом одного з найбільших банків Угорщини, а також  протягом короткого часу був міністром закордонних справ.
Здобув юридичну освіту у Будапештському університеті, який закінчив у 1932 році. У 1935 році мігрував до Англії, де здобув ступінь магістра в Кембриджському університеті. У 1938 році захистив докторську роботу в Лондонській школі економіки.
У 1939 році переїхав у США, де під час Другої світової війни був прийнятий на військову службу. Спочатку керував вантажівкою в Англії, а згодом працював в U.S.А. Strategic Bombing Survey, який досліджував наслідки бомбардування Німеччини. Оскільки його батько був державним службовцем країни-противника, він змінив ім'я на Томас Денніс. В 1946 працював в Міністерстві торгівлі США.
З 1946 по 1958 викладав у Стенфордському університеті, став доцентом економічного факультету, а згодом професором. Пізніше, до 1968 року, був професором в Університеті Каліфорнії.
У 1966—1968 роках працював в Організації економічного співробітництва та розвитку в Парижі.
Повернувшись до США, з 1968 по 1970 працював професором Єльського університету. У 1970—1976 роках викладав курси економічного розвитку та країнознавства в Стенфордському університеті.
До 1978 року був професором Лондонської школи економіки, після чого його академічна кар'єра закінчилася.
Став заслуженим професором Каліфорнійського університету. У 1973 отримав звання почесного члена Американської економічної асоціації.
Помер 1 червня 2002 у Стенфордській лікарні внаслідок ускладнень після операції.

## Діяльність
Скітовськи зробив внесок у широкий спектр тем в економічній галузі — від міжнародної торгівлі і зростання до монополістичної влади та конкуренції. У 1956 почав вивчати явище добробуту. Останні тридцять років життя він присвятив вивченню індивідуальних потреб та вподобань споживачів. Результати досліджень зафіксовані у монографії «Безрадісна економіка» (англ. The Joyless Economy, Oxford University Press, 1976), яка стала однією з найяскравіших праць. Він пояснює, що людина стикається зі складністю вибору між комфортом та задоволенням, тому задля розв'язання цього питання, він пропонує обирати ті речі, до яких ми не можемо звикнути (для прикладу відвідування театру, подорожі, зустрічі з друзями) замість речей, до яких ми можемо пристосуватися (новий килим або ж новий елемент одягу). У цій праці Скітовськи розкритикував американську економіку в тому, що вона робить занадто великий акцент на комфорті та безпеці, позбавляючи споживачів «радощів» складних, несподіваних і навіть ризикованих видів діяльності.
У 1941 році він розробив модель кривої байдужості, яка ілюструє комбінації товарів, які приносять однакове відчуття корисності для громади.
Одним із перших досліджень Скітовськи був аналіз безробіття Джона Мейнарда Кейнса. Він вважав, що існування безробіття корилюється із жорсткістю цін на продукцію та на ринках капіталу.
Першою у світ вийшла книга «Благополуччя і конкуренція» (англ. Welfare and Competition, 1951), яка принесла автору заслужену славу. У ній він аргументував ефективність конкуренції та неефективність монополій.
Наступна книга «Економічна теорія та інтеграція Західної Європи» (англ. Economic Theory and Western European Integration, Allen & Unwinn, 1958) — дослідження митних союзів.
У 1964 році вийшла збірка «Статті про добробут та зростання» (англ. Papers on Welfare and Growth, Stanford University Press, Allen & Unwin), в яку ввійшов увесь науковий доробок Скітовського за роки його наукової діяльності.

## Нагороди
- 1949 — Грант Ґуґґенгайма
- 1973 — заслужений член Американської економічної асоціації
- 1990 — Премія Сейдмана (Frank E. Seidman Distinguished Award in Political Economy)
- член Американської академії мистецтв і наук
- член Королівського економічного товариства
- член-кореспондент Британської академії.

## Науковий внесок
Вперше запропонував суспільну криву байдужості (1941), а також парадокс Скітовськи (парадокс в економіці добробуту, який стверджує, що немає збільшення суспільного добробуту шляхом повернення первісної частини програшів).